# Nomada civilis
Nomada civilis är en biart som beskrevs av Cresson 1878. Nomada civilis ingår i släktet gökbin, och familjen långtungebin.

## Underarter
Arten delas in i följande underarter:
- N. c. civilis
- N. c. spokanensis